# Fliegerführer Irak
Il Fliegerführer Irak (ovvero Comando volante Iraq in tedesco), conosciuto anche come Sonderkommando Junck (ovvero Forza speciale Junck in tedesco), è stata un'unità della tedesca Luftwaffe inviata in Iraq nel 1941 per supportare il regime di Rashid Ali durante la Guerra anglo-irachena. La missione dell'unità faceva parte di un più ampio sforzo per ottenere sostegno in Medio Oriente da parte delle potenze dell'Asse contro il Regno Unito e i suoi alleati durante la Seconda Guerra Mondiale.

## Creazione
Il 1º aprile 1941, Rashid Ali e i membri del "Quadrato d'oro" guidarono un colpo di stato in Iraq. Durante il periodo che portò al colpo di stato, i sostenitori di Rashid Ali erano stati informati che la Germania era disposta a riconoscere l'indipendenza dell'Iraq dall'Impero britannico e c'erano anche state discussioni sul materiale inviato a sostegno degli iracheni e di altre fazioni arabe nel combattere l'Inghilterra.
Il 3 maggio il ministro degli Esteri tedesco Joachim von Ribbentrop ha persuaso Adolf Hitler che il dottor Fritz Grobba sarebbe stato segretamente rinviato in Iraq per dirigere una missione diplomatica per canalizzare il sostegno al regime di Rashid Ali. La missione di Grobba era accompagnata da una forza militare comandata dall'Oberkommando der Wehrmacht, o OKW (l'Alto Comando delle Forze Armate). La missione militare fu chiamata Sonderstab F, con componenti dell'Abwehr e della Luftwaffe. Essa era comandato dal generale Flieger Hellmuth Felmy. Il Fliegerführer Irak faceva parte della missione Sonderstab F, ma Il suo personale era gestito dall'OKL e non dall'OKW.
Il 6 maggio, in accordo con i "Protocolli di Parigi", la Germania concluse un accordo con il governo francese di Vichy per liberare il materiale bellico, compresi gli aerei e portare le scorte sigillate dalla Siria agli iracheni. I francesi accettarono anche di consentire il passaggio di altre armi e di prestare diverse basi aeree nella Siria settentrionale alla Germania, per il trasporto dei loro aerei in Iraq.
Sempre il 6 maggio, Werner Junck ricevette a Berlino l'incarico di portare una piccola forza di aerei in Iraq. 
Successivamente egli incontrò Reichsmarschall ed Hermann Göring e fu nominato Comandante dell'Aviazione Irachena (Fliegerführer Irak). La forza venne chiamata anche Sonderkommando Junck (intitolata al comandante). Mentre era sotto la direzione tattica di Junck, il Fliegerführer Irak aveva la direzione generale incaricata a Jeschonnek. Gli aerei dell'unità avevano i contrassegni iracheni e operavano dalla base aerea di Mosul a circa 240 miglia (386 chilometri) a nord di Baghdad.

## Storia
Con equipaggi e comando tedeschi, ma con gli aerei appositamente riverniciati con insegne irachene, questa forza speciale con base a Mosul partecipò alla Guerra anglo-irachena iniziando ufficialmente ad operare il 16 maggio 1941 quando sei caccia e tre bombardieri attaccarono la base nemica di Habbaniyya, causando numerose perdite e l'abbattimento di due aerei britannici contro la perdita di un Heinkel He 111. Il 17 maggio invece, tre Bf 110 mitragliarono a bassa quota la base di Kingcol, provocando però solo danni leggeri. I britannici disponevano nella zona di caccia Gladiator, Hurricane e di bombardieri Blenheim. Ma comunque, essi godevano di superiorità di forze nella zona e non furono affatto messi in difficoltà. Difatti, la missione tedesca in Iraq durò appena 10 giorni, poiché il Sonderkommando Junck non ricevette rinforzi e ne gli italiani inviarono tutti i caccia che avevano promesso. La contraerea e l'aviazione britannica abbatterono alcuni Bf 110 ed He 111, quindi verso la fine di maggio i britannici bombardarono e mitragliarono ripetutamente la base aerea di Mosul, danneggiando e distruggendo al suolo vari aerei tedeschi. Già al 26 maggio, nessuno dei Bf 110 residui era più in condizioni di volare. 2 giorni dopo i resti del Sonderkommando Junck furono quindi rimpatriati e l’aviazione irachena cessò temporaneamente di esistere.

## Gli aerei in servizio

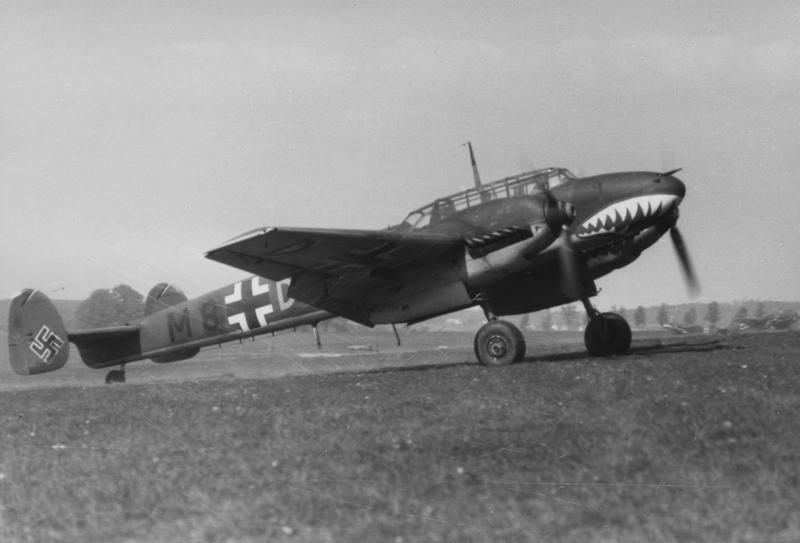
Un Bf 110 del ZG 76 con dei denti di squalo disegnati sul muso.

L'unità Fliegerführer Irak era equipaggiata con i caccia pesanti Messerschmitt Bf 110 Zerstörer (12 aerei) del 4. Staffel / ZG 76 e con uno squadrone di Heinkel He 111 (12 aerei). Inoltre, per fornire assistenza nel trasporto alle forze irachene, Junck ha dato 13 aerei trimotori da trasporto Junkers Ju 52/3m e anche dei quadrimotori Junkers Ju 90. Tutti tranne tre di questi trasporti dovevano essere immediatamente rimandati in Grecia per preparare l'invasione di Creta. Inoltre Junck è stato accompagnato in Iraq dal maggiore Axel von Blomberg. Era compito di von Blomberg dirigere un gruppo di ricognizione che doveva precedere l'unità e integrare il Fliegerführer Irak con le forze irachene nelle operazioni contro gli inglesi.